# Pusztaalmás
Pusztaalmás (románul: Merișor, németül: Apfeldorf) falu Maros megyében, Erdélyben. Közigazgatásilag Marossárpatak községhez tartozik.

## Fekvése
Marosvásárhelytől 16 km-re északra, a Mezőség keleti részén fekszik.

## Története
1256-ban Almas néven említik először. Katolikus lakossága a reformáció idején felvette a református vallást.
A települést 1600-ban Giorgio Basta katonái a földig rombolták, ezt követően kapta Puszta előnevét is. Később románokkal települt újra.
A trianoni békeszerződésig Maros-Torda vármegye Felső marosi járásához tartozott.

## Lakossága
1910-ben 355 lakosa volt, ebből 324 román, 24 magyar, 7 egyéb nemzetiségű.
2002-ben 222 lakosából 221 román, 1 magyar volt.